# یزدگرد سوم
یزدگردِ سوّم (به پارسی میانه: 𐭩𐭦𐭣𐭪𐭥𐭲𐭩 ت.ت. 'یَزْدَکِرْتُ'؛ ۶۲۴ تا ۶۵۱ میلادی) یا یزدگردِ شهریار، برپایهٔ شاهنامهٔ فردوسی وی بیست و نهمین و واپسین شاهنشاه ایران و انیران از خاندان ساسان در ایران‌شهر، پسر شهریار و نوهٔ خسرو پرویز و همسرش شیرین بود. در سال ۶۳۲ میلادی چون کسی از خاندان ساسان نمانده بود، او را برگزیده و بر تخت پادشاهی نشاندند. به قولی وی هنگام بر تخت نشستن هشت سال داشت و به مدت نوزده سال پادشاهی کرد. با به پادشاهی رسیدن یزدگرد، پس از چندین سال آشوب و تفرقه، سرانجام ثبات به تاج‌وتخت ایران بازگشت.
حمله عرب‌ها به ایران در زمان پادشاهی او رخ داد که به تسخیر تیسفون و تقریباً سراسر قلمرو ساسانیان و شکست و آوارگی یزدگرد سوم انجامید. یزدگرد در نتیجهٔ خیانت گروهی از زیردستانش پیرامون شهر مَرو در آسیابی کشته شد.
بر پایهٔ روایت شاهنامه، وقتی یزدگرد از قصر فرار کرد؛ به مرو رفت و پیش آسیابانی به نام خسرو پناه گرفت. وقتی یزدگرد گرسنه بود به آسیابان گفت: من گرسنه‌ام. آسیابان گفت: جز نان خشک چیزی ندارم. یزدگرد گفت: همان نان خشک خوب است. آسیابان نان را به یزدگرد داد. سربازان ماهوی سوری دنبال یزدگرد بودند که دانستند پیش آسیابانی به نام خسرو است. پس خسرو را پیش ماهوی آوردند و ماهوی به او زر داد تا یزدگرد را بکشد تا خود جای یزدگرد را بگیرد. خسرو قبول کرد و شبانه نزد یزدگرد آمد؛ یزدگرد خوابیده بود که خسرو او را با خنجر کشت. سربازان آمدند تا تاج، لباس و انگشتر یزدگرد را به ماهوی سوری بدهند. ماهوی دستور داد که پیکر یزدگرد را در رود بیندازند. صبح سربازان پیکر یزدگرد را در رودخانه انداختند. مردم با گریه و زاری به پیکر یزدگرد نگاه می‌کردند. مردم نمی‌خواستند پیکر یزدگرد در آب باشد؛ پس وی را به خاک سپردند.

## ریشه نام
ریشه نام یزدگرد آمیزه‌ای از دو بخش یزد (ایزد) و کرته (ساخته) است و به معنای ساختهٔ خداست.

## آغاز کار

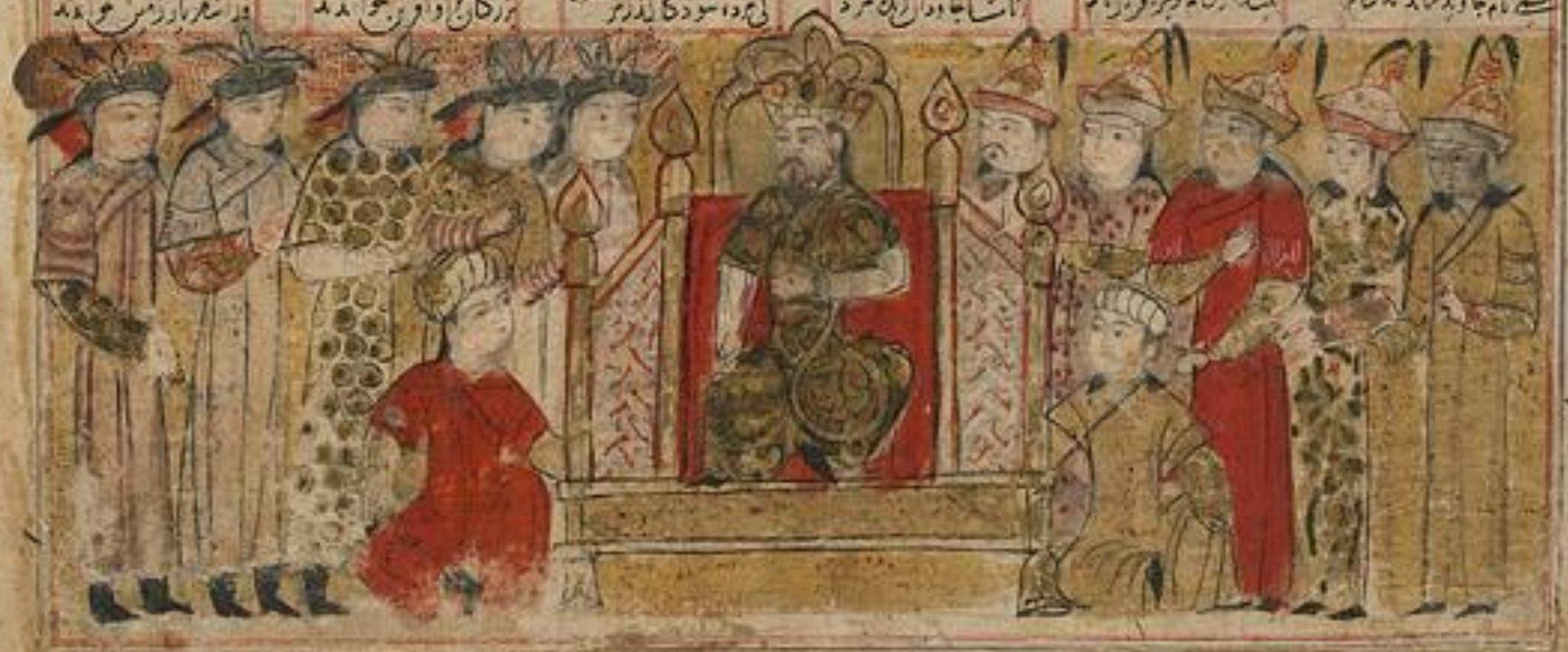
تاجگذاری یزدگرد سوم در نگارگری سدهٔ چهاردهمی از شاهنامه، که به اشتباه در بزرگسالی کشیده شده است؛ زیرا زمانیکه وی بر تخت نشست تنها هشت سال سن داشت

یزدگرد پسر شهریار و نوهٔ واپسین شاه برجسته ساسانی خسرو پرویز بود. برخی‌تبار مادری او را غیر اشرافی دانسته‌اند. شیرویه خسروپرویز را در سال ۶۲۸ از سلطنت برکنار کرد و کشت. سپس دست به کشتار همهٔ برادران تنی و ناتنی خود زد. اما شهریار جان بدر برد.
این کشتار آسیبی بزرگ به شاهنشاهی ساسانی رساند که هرگز از آن بهبود نیافت. افزون بر این برکناری خسروپرویز با جنگ‌های داخلی دنباله یافت که تا چهارسال به درازا کشید و در آن قدرتمندان و اشراف به استقلال رسیدند و شروع به ایجاد دولت‌های مستقل کردند و دشمنی میان خاندان اشرافی پارسی و پارتی از سر گرفته شد. پس از چند ماه طاعون شیرویه استانهای باختری شاهنشاهی ساسانی را دربرگرفت که به کشته شدن نیمی از جمعیت مردم و شیرویه منجر شد
پس از شیرویه پسر هشت ساله‌اش اردشیر سوم به جانشینی وی رسید که پس از دو سال سپهبد برجسته ساسانی به نام شهربراز او را کشت. شهربراز پس از چهل روز در کودتایی به دست فرخ هرمز به قتل رسید که پوران دخت را، بر تخت شاهی نشاند. او یک سال بعد عزل شد، و حکومت تا یک سال دست به دست می‌چرخید، تا اینکه پوران دخت دوباره در سال ۶۳۱ به پادشاهی رسید، اما تنها یک سال پس از آن، ظاهراً به دست پیروز خسرو، کشته شد. توانمندترین بزرگان، رستم فرخزاد و پیروز خسرو، سرانجام پذیرفتند که باهم همکاری کنند و یزدگرد سوم را بر تخت سلطنت نشاندند و بدین ترتیب جنگ داخلی پایان یافت.
بیشتر پژوهشگران باور دارند که یزدگرد در زمان تاجگذاری هشت ساله بود.
تاج‌گذاری یزدگرد به سال ۶۳۲ میلادی در آتشکده آناهید در استخر رخ‌داد. استخر در فارس-خاستگاه ساسانیان- جای‌داشت و در زمانهٔ آشوب‌زدهٔ اواخر روزگار ساسانی به وفاداری و پشتیبانی مردمان آن سامان اعتماد بیشتری می‌رفت. تاج‌گذاری یزدگرد سوم در این نقطه بازگشتی بود به جایگاه تاج‌گذاری آغازین شاهان ساسانی؛ چرا که پس از گذر از برپایی این شاهنشاهی بیشتر شاهان ساسانی در تیسفون تاج بر سر می‌نهادند.
هرچند سلطنت یزدگرد که حکایت از رفع اختلاف‌ها و همبستگی دولت‌مردان می‌کرد، نور امیدی در دل‌ها افکند و جان تازه‌ای در کالبد روستاییان و دهقانان که مزارع آنان محل تاخت و تاز بادیه‌نشینان شده بود دمید و آن‌ها را دوباره به تلاش و کوشش واداشت تا جایی که در بسیاری از مناطق آنچه را که از دست داده بودند دوباره بازپس گرفتند و وضع حمله و دفاع می‌رفت که به صورت دیگری درآید ولی سیر حوادث به زودی نشان داد که شاه نویافته همسنگِ وظیفه بسیار خطیری که بر عهده او نهاده شده بود نیست و رویارویی با حوادثی که در شرف تکوین بود از عهده فردی بی‌تجربه چون او خارج است. نخستین اثر این ناآگاهی و بی‌تجربگی که از آن اثرهای نامتناظر برخاست، در جنگی نمودار گشت که بعدها در تاریخ به جنگ قادسیه معروف گردید.

## حمله عرب‌ها به ایران

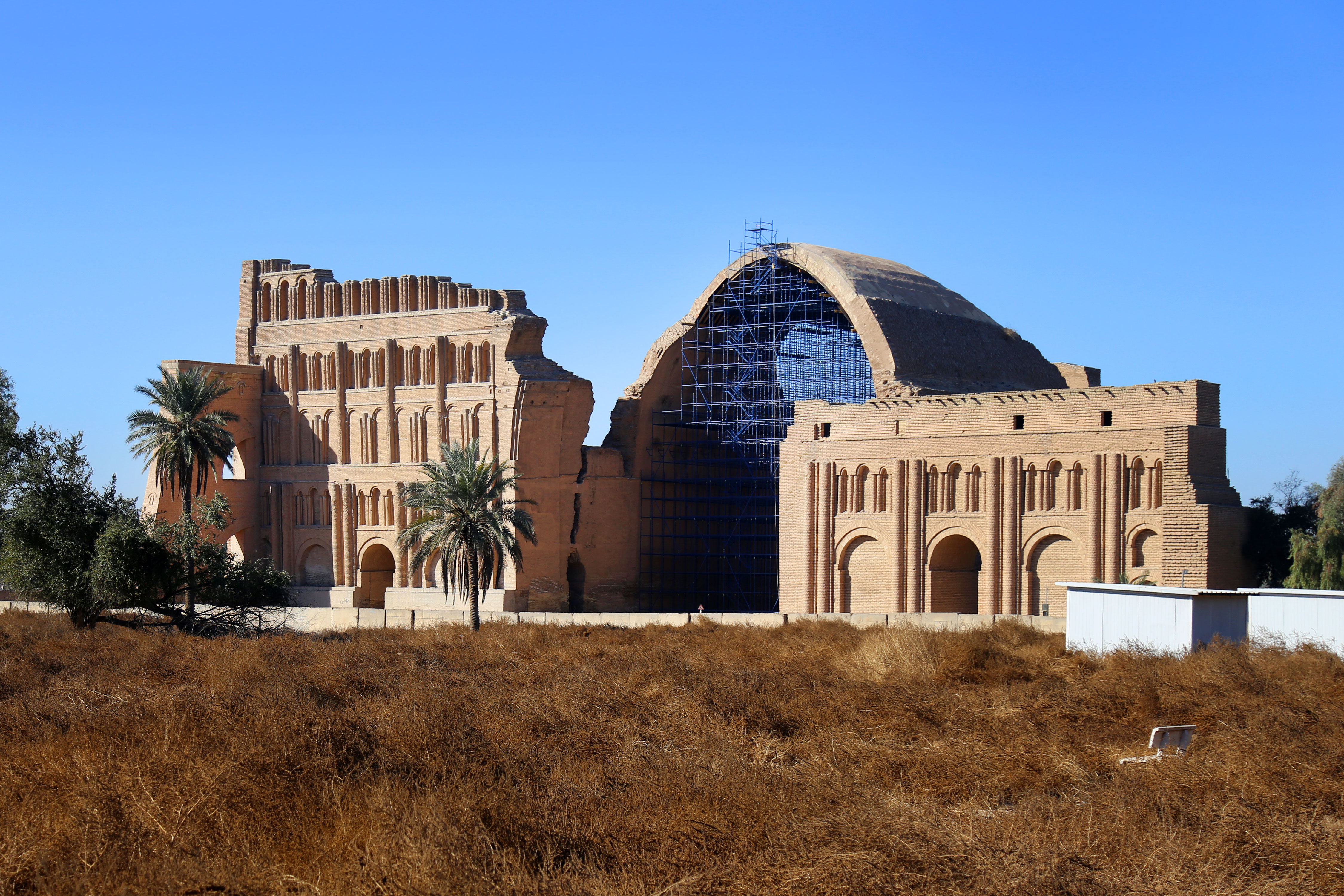
ایوان خسرو در تیسفون پایتخت ساسانیان که عریض‌ترین ایوان معماری دوران باستان است. تیسفون یک کلان‌شهر تجاری غنی در آن دوران و پرجمعیت‌ترین شهر در میانه سال‌های ۵۷۰–۶۲۲ میلادی بوده است که در نتیجه یورش عرب‌ها متحمل خرابی‌ها و غارت‌های گسترده‌ای شد

در سال ۶۳۳ میلادی در دومین سال پادشاهی یزدگرد سوم، نخستین جنگ سرحدی بین ایران و عرب‌ها بنام جنگ زنجیر درگرفت که به شکست ایران خاتمه پیدا کرد.
یکسال پس از آن رستم فرخ‌هرمز فرمانروای خراسان که در این وقت نایب‌السلطنهٔ حقیقی ایران محسوب می‌گشت، به فرماندهی کل قوای ایران برگزیده شد. او توانست در جنگی بنام جنگ پل قوای عرب‌ها را شکست دهد.
در سال ۶۳۵ میلادی، عمر از کارهای شام فراغت حاصل کرد و توقف قشون زیاد در شامات لازم نبود بنابراین عمر در تهیهٔ جنگ دیگری با ایران گردید. سعد بن ابی وقاص به سرکردگی قشون انتخاب شد و با سی هزار سپاه مأمور جنگ با ایرانیان شد. از طرف دیگر یزدگرد نیز لشکری در تحت ریاست رستم فرخزاد آراست عدهٔ آن را یکصد و بیست هزار نفر نوشته‌اند. عمر در همان سال هیأتی مرکب از دوازده نفر عرب به دربار ایران فرستاد. آنان در ورود به تیسفون ظاهرشان باعث سخریه بود ولی یزدگرد آن‌ها را با احترام پذیرفت، زیرا مقارن این احوال، مسلمین دمشق را فتح کرده بودند. یزدگرد پرسید «مقصودتان چیست؟» گفتند «باید اسلام بپذیرید یا جزیه دهید.» شاه در جواب با نظر حقارت به آن‌ها نگریسته و اشاره به فلاکت آن‌ها کرده، گفت «شما مردمانی هستید که سوسمار می‌خورید و بچه‌های خودتان را می‌کشید. (اشاره به عادت عرب‌ها به زنده بگور کردن دختران)» مسلمین جواب دادند که ما فقیر و گرسنه بودیم ولی خدا خواسته است غنی و سیر باشیم. حالا که شمشیر را اختیار کرده‌اید، حکمیت با آن است.
در سال ۶۳۶ میلادی رستم فرخ‌هرمز در جنگی بنام جنگ قادسیه در نزدیک حیره، با سعد بن ابی‌وقاص سردار عرب روبرو شد. جنگ چهار روز طول کشید و به شکست ایرانیان خاتمه یافت. رستم که شخصاً حرکات افواج ایران را اداره می‌کرد، درحالی‌که در زیر خیمه نشسته و درفش کاویانی را در برابر خود نصب نموده بود، کشته شد و درفش کاویانی که نمودار شوکت و قدرت ایران بود، به‌دست سپاه عرب‌ها افتاد. پس از این فتح بزرگ مسلمانان حیره را گرفتند و بجانب تیسفون روی نهادند. یزدگرد به سعد بن ابی‌وقاص فرماندهٔ قوای عرب‌ها پیشنهاد کرد که ممالک آن سوی دجله را به مسلمین واگذارد و طرفین صلح نمایند ولی او این تکلیف را به استهزا رد کرد. در زمستان سال ۶۳۷ میلادی در اطراف پایتخت افواج نگهبان ایرانی عرضهٔ تیغ شدند و باقی سپاهیان نیز رو به هزیمت نهادند. با نزدیک شدن سپاه عرب‌ها یزدگرد از پایتخت گریخت. همچنین جماعتی بسیار از ساکنان تیسفون نیز همهٔ دارایی خود را رها کردند و گریختند و در شهر کسی باقی نماند. سعد بن ابی وقاص همراه با شصت هزار مرد عرب با فتح و پیروزی وارد پایتخت خالی شد.
سعد در ابتدا می‌خواست قشون ایران را تعقیب کند ولکن عمر به او دستور داد، تابستان را در مدائن بگذراند، پس از چندی به سعد خبر رسید که یزدگرد در حلوان قشونی جمع کرده است و در صدد جنگ است. سعد در سال ۶۳۷ میلادی در چهارمین جنگ بنام جنگ جلولاء با یزدگرد به نبرد پرداخت و شکست دیگری به سپاه او وارد آورد.
سرانجام آخرین جنگ بزرگ در سال ۶۴۲ میلادی، بنام جنگ نهاوند که عرب‌ها آن را فتح‌الفتوح نامیده‌اند، رخ داد و سپاه یزدگرد با همهٔ فزونی شماره و آمادگی جنگی آخرین شکست را از سپاه عرب خورد.
از آنجایی که ارتش ایران از زمان قباد یکم به چهار بخش در چهارگوشهٔ کشور تقسیم‌شده‌بود، شکست در جنگ نهاوند فلات مرکزی ایران را در برابر عرب‌ها مهاجم بی‌دفاع گذارد. به‌دلیل جنگ‌های دامنه‌دار پیشین گردآوری نیروهای دفاعی ممکن نمی‌شد و اطلاعات مربوط به نبردهای پس از نهاوند که از سوی منابع اسلامی نقل‌شده بیشتر مقاومت‌های بومی ایرانیان بوده و پیرامون شمار سربازان ایرانی غلو بسیاری شده است.

## رویدادهای پس از نبرد نهاوند

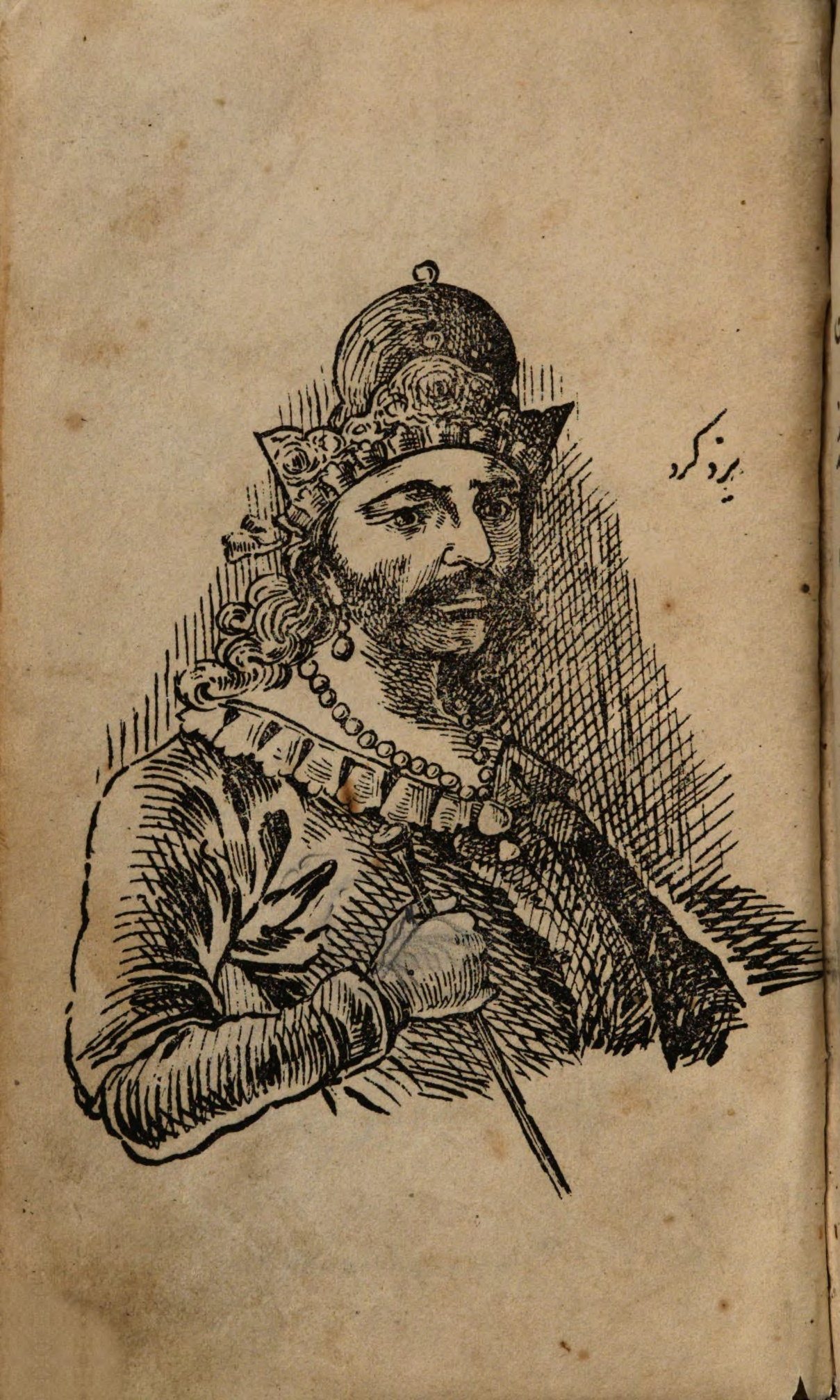
نگاره‌ای از یزدگرد سوم در نامهٔ خسروان

تاریخ‌نگاران اردوی یزدگرد سوم را هنگام عقب‌نشینی پس از جنگ نهاوند بسیار بزرگ دانسته‌اند. ثعالبی خدمهٔ این اردو را دربرگیرندهٔ هزار خوالیگر، هزار بازیار، هزار نوازنده و هزار غلامبچه آورده است.
یزدگرد از ری به اصفهان و از آنجا به کرمان و پس از نیشابور به توس رفت ولی کنارنگ آنجا که مایل نبود او را پناه بدهد گفت «قلعهٔ طوس گنجایش موکب شاهی را ندارد.» پس ناچار یزدگرد به اصفهان و سپس به استخر رفت. در آنجا او مورد استقبال قرارگرفت و اقدام به ضرب سکه کرد.
پس از جنگ نهاوند دفاع ایالات ایران به عهدهٔ مرزبانان و دیگر امراء محلی قرار گرفت، و بعضی از این سرداران مثل هرمزدان در خوزستان -در ۶۴۲ میلادی- مقاومتی سخت ولی بی‌فایده، نشان دادند. همدان و ری مسخر لشکر عرب شد، بعد نوبت به آذربایجان و ارمنستان رسید. بعد از آن اصفهان در سال ۲۳ یا ۲۴ هجری قمری دست عرب‌ها افتاد. ری پس از گشوده‌شدن بر فاتحان شورید، ولی در ۲۵ هجری قمری سعد بن ابی‌وقاص شورش را فرونشاند. در همین سال آذربایجان هم شورید، این شورش به دست ولید بن عقبه فرونشانده‌شد. پس از فرونشاندن این شورش سعید بن عاص از راه آذربایجان به موقان تاخت و با ارمنی‌ها به نبرد پرداخت و فرمانده سپاه آنان را دستگیر کرد و به صلیب کشید.
از دیگر سو عرب‌ها به فرماندهی عثمان بن ابی‌العاص و با یاری دو قبیله ازد و عبدالقیس از راه بحرین -که پیشتر به همراه عمان به تسخیر عرب درآمده بود- از خلیج فارس گذشتند و به جنوب پارس رسیدند و پس از گشودن توج آنجا را مرکز لشکرکشی‌هایشان به دیگر بخش‌های پارس نمودند. استخر هم پس از جنگ خونینی در ۲۸ یا ۲۹ هجری قمری و در طی قرارداد صلحی به ابوموسی اشعری -سردار سپاه اسلام-تسلیم‌شد و همهٔ ایالت فارس که گاهواره خاندان ساسانی بود، نیز به‌دست مسلمانان افتاد.(برابر با ۶۵۰ میلادی) به گزارش بلاذری با گشوده شدن استخر چهل هزار تن از ایرانیان، از جمله بزرگ‌زادگان و وابستگان به خاندان‌های اشرافی، کشته شدند. در همین سال۲۹ هجری پادشاه محلی گرگان در قبال پرداخت باج توانست با عرب‌ها به فرماندهی سعید بن عاص پیمان صلح بندد.
در ۲۹ هجری قمری نبرد کوچکی در واجرود میان عرب‌ها و ایرانیان رخ داد. فرمانده سپاه ایران یک دیلمی به نام موتا بود و در این نبرد اسفندیار برادر رستم فرخ‌زاد و فرخان زیبندی مرزبان ری بدو یاری می‌رساندند. سرانجام این رخداد نیز شکست ایرانیان بود. دو سال پس از این رخداد شهرهای همدان، زنجان، قزوین، قومس، قم، کاشان و ری مسخر لشکر عرب شد؛ در این زمان یزدگرد در استخر به سر می‌برد و می‌کوشید نیروی برای جنگ با عرب‌ها گردآورد.

سکه‌های یزدگرد سوم
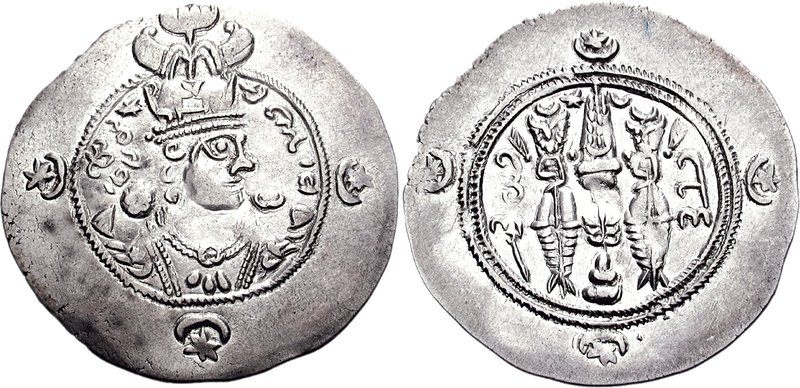
درخم یزدگرد سوم، ضرب سگستان در یازدهمین سال پادشاهی وی
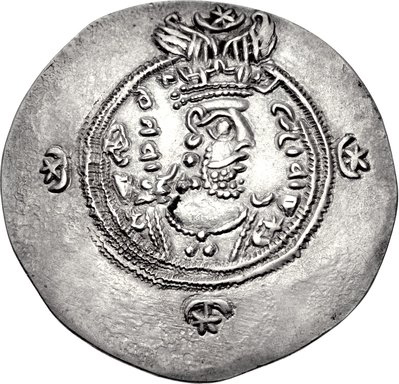
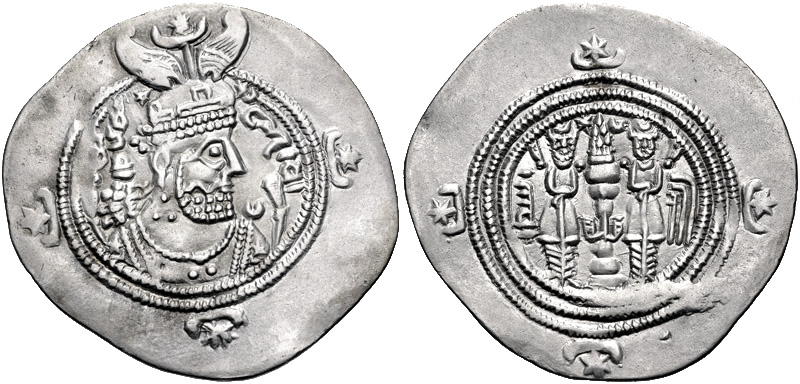
درخم یزدگرد سوم، ضرب در سال ۶۵۱ م (واپسین سال پادشاهی وی)

## مرگ یزدگرد سوم

دژ زیبد در مرو، دژی که یزدگرد سوم درآن درگذشت

با نزدیک شدن اردوی عرب‌ها به استخر یزدگرد با وجود دعوت مرزبان تبرستان ترجیح داد تا از راه دارابگرد به کرمان و سپس سیستان رود. از آنجا هم‌راهی نیشابور و توس شد. با تسخیر خراسان در ۳۱ هجری قمری یزدگرد به مرو رفت. در جریان فتح نیشابور گروهی از اسواران هم در سپاه عرب حضور داشتند و به پاس این همکاری از پرداخت باج و خراج معاف گردیدند.
در مرو از سوی مرزبان مرو ماهوی سوری — که به احتمال از خاندان سورن بود — نخست مورد استقبال قرار گرفت ولی در آینده به ظاهر به دلیل خیانتی که ماهوی در مال یزدگرد کرده بود میان آنان کدورتی رخ‌داد. دلایل اختلاف میان یزدگرد و ماهوی موارد دیگری مانند بیم ماهوی از حملهٔ عرب‌ها به مرو، در نتیجهٔ پذیرفتن یزدگرد هم ذکر شده است. در سال ۶۵۲ میلادی، ده سال بعد از جنگ نهاوند ماهوی سوری نیزک طرخان سرکردهٔ طوایف هپتالی طخارستان را به گرفتن یزدگرد، تشویق کرد. این نیزک ترخان در آغاز رابطهٔ خوبی با یزدگرد داشته است، ولی سپس رابطه‌یشان به دلیلی به تیرگی گراییده است. میان سپاه نیزک و یزدگرد نبردی درمی‌گیرد، اگرچه نیروهای ماهوی در کنار سپاه یزدگرد بودند، ولی به اشارهٔ او در میدان از شاهنشاه جداشده و به نیزک پیوستند. در نتیجه یزدگرد شکست خورد و گریخت. چون به مرو رسید ماهوی دروازه را به روی او نگشود و یزدگرد آواره گردید. ماهوی سوری فوجی را به گرفتن یزدگرد فرستاد. چندین روایت متفاوت و با محتوی متضاد دربارهٔ مرگ یزدگرد سوم در کتاب‌های تاریخی برجای مانده است. به قول برخی از روایات یزدگرد، شتابان رو به فرار نهاده و خسته و درمانده به آسیابی پناه برد که شب در آنجا بگذراند در همین آسیاب، آسیابان، یزدگرد را به طمع لباس فاخر و جواهرش یا به دستور ماهوی به قتل رساند. بنا به روایت ثعالبی «جسد این شهریار وارونه بخت را در رود مرو انداختند. آب او را همی برد تا به شاخهٔ درختی پیچید، اسقفی نصاری جسد شاه را شناخت و او را دفن کرد.» به گفتهٔ طبری یزدگرد سوم در هنگام مرگ تنها بیست و هشت سال داشت. برخی منابع هم نوشته‌اند که او بعد از بیست سال سلطنت در سی و شش سالگی کشته شده است.
با مرگ یزدگرد سوم در سال ۶۵۲ میلادی، سلسلهٔ ساسانی پس از ۴۲۷ سال، در ایران منقرض گردید. ماهوی سوری نیز در زمان خلافت علی بن ابی‌طالب به کوفه فراخوانده‌شد و از جانب او مأمور گردآوری خراج خراسان گردید. این گزینش در میان خراسانیان سبب شورشی دامنه‌دار گردید که تا پایان خلافت علی برپای بود.
به گزارش تاریخ‌نویسانی چون مقدسی و ثعالبی یزدگرد با اندرز وزیرش خره‌زاد به مذاکره با عبدالله بن عامر سردار سپاه عرب پرداخت، او خره‌زاد را به سفارت نزد عبدالله فرستاد و بدو پیشنهاد نمود که در برابر هشتاد هزار درهم صلح را بپذیرد و نیشابور را نیز به یزدگرد واگذارد، اگرچه عبدالله در اندیشهٔ پذیرش پیمان بوده ولی با مرگ یزدگرد بدین پیشنهاد جامهٔ عمل پوشیده نشد.

## سیما

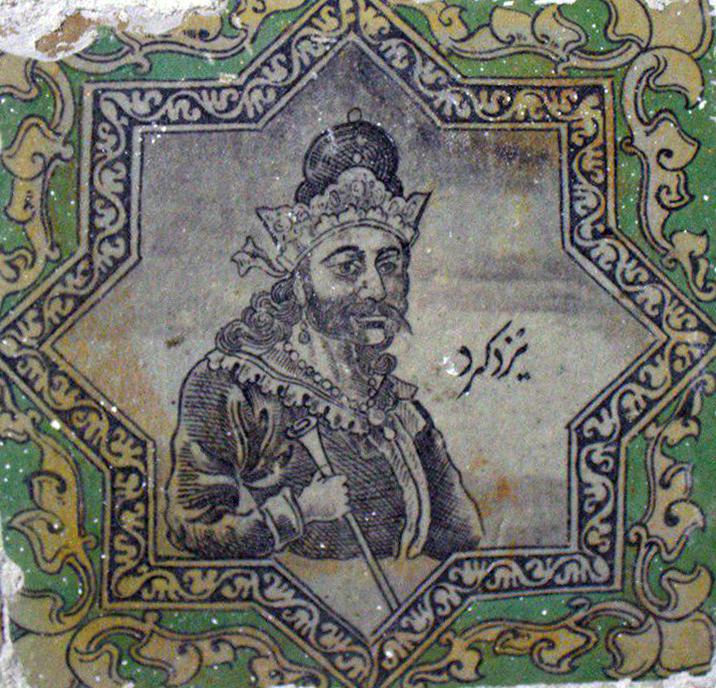
نگاره‌ای از یزدگرد سوم، کاشی کاری‌های تکیه معاون‌الملک، کرمانشاه، ایران

نویسندهٔ تاریخ بیهق یزدگرد سوم را چنین نمایانده است:
یزدجرد به صورت زیبا بود، و جوانی بود گندم‌گون و پیوسته‌ابرو و جعدموی و شیرین‌لب‌ودندان و لطیف‌سخن و بامهابت، که هر او را دیدی از وی هیبت ملوک بر وی افتادی، و او نسیب‌ترین ملوک عجم بود.
یزدگرد سوم در طول فرمانروایی کوتاه‌مدتش گام‌هایی را در راه پشتیبانی از مسیحیان مانند کمک به ساخت کلیساهایی از سوی پیروان این آیین برداشت. مسیحیان همچنین با پشتیبانی او کلیساهایی را هم در چین برپا داشتند.

## فرزندان
مسعودی فرزندان او را چنین می‌شمارد، دو پسر به نام‌های بهرام (وهرام) و پیروز سوم، و سه دختر ادرگ و و شهربانو که مورد تردید است و مردآوند. پیروز به چین رفت و کوشش کرد که به یاری لشکر چین تاج و تخت نیاکان را به دست آورد ولی کاری از پیش نبرد و در سال ۶۷۲ میلادی درگذشت. فرزندان یزدگرد سوم تا آخرین لحظه در شمال شرق ایران با عرب‌ها و برای نجات ایران کوشیدند ولی موفق به پیروزی نشدند. در منابع دیگر فرزندانی به نام‌های خسرو، مخدج، اردشیر و مهر گشنسب را برای یزدگرد معرفی کرده‌اند.
بنابر برخی روایات شیعه که مورد تردید است، شهربانو به عقد حسین بن علی، نوهٔ پیامبر اسلام درآمد و مادر امام چهارم شیعیان است.
شیعیان به این ترتیب فرزندان و نوادگان حسین بن علی (شامل حدود ده امام) را وارث خورنه یا فره ایزدی شاهنشاهان ایران باستان محسوب داشتند.
به نوشته دهخدا پژوهش‌ها نشان داده است که این داستان واقعی نیست و یزدگرد را دختری بنام شهربانو نبوده است. داستان شهربانو در واقع از ربیع الابرار زمخشری و قابوس نامه اخذ شده است. همچنین بنوشته امیر معزی در دانشنامهٔ ایرانیکا، هیچ‌یک از تاریخ‌نگاران باستان که به موضوع حمله عرب‌ها به ایران و سرنوشت خانواده ساسانیان پرداخته‌اند، به ارتباط میان یکی از دختران یزدگرد سوم و حسین بن علی اشاره نکرده‌اند. ضمن اینکه ابن سعد و ابن قتیبه مورخ ایرانی قرن سوم هجری مادر علی بن حسین را برده‌ای از اهالی ناحیه سند معرفی کرده‌اند.
شهربانو از سوی مذهب شیعه به‌عنوان شخصیتی مقدس در نظر گرفته می‌شود و به‌ویژه در [ایران] مورد احترام است، اهمیت او تا حدی به پیوندی است که او بین ایران پیش از اسلام و تشیع مدرن ایجاد می‌کند. با این حال، تاریخی بودن او نامشخص است. نویسندگان اسلامی مانند ابوالعباس مبرد، یعقوبی و شیخ کلینی از قرن نهم به بعد به شهربانو و پیشینه ایرانی شاهنشاهی اش اشاره کردند. با این حال، منابع اولیه هیچ اشاره ای به مادر علی بن حسین نکرده‌اند و او را به نسب سلطنتی مادری نسبت نمی‌دهند. اولین اشارات از محمد بن سعد بن منیع و ابن قتیبه دینوری نیز در قرن نهم بود که در عوض او را برده‌ای از ایالت سند توصیف کردند. این امر باعث می‌شود دانشنامه ایرانیکا تصور کند که شهربانو «بی تردید افسانه ای» بوده است.
مرتضی مطهری و سید جعفر شهیدی در صحت داستان ازدواج حسین پسر علی با شهربانو تردید کرده و این روایات را رد کرده‌اند.

## ساسانیان پس از یزدگرد سوم

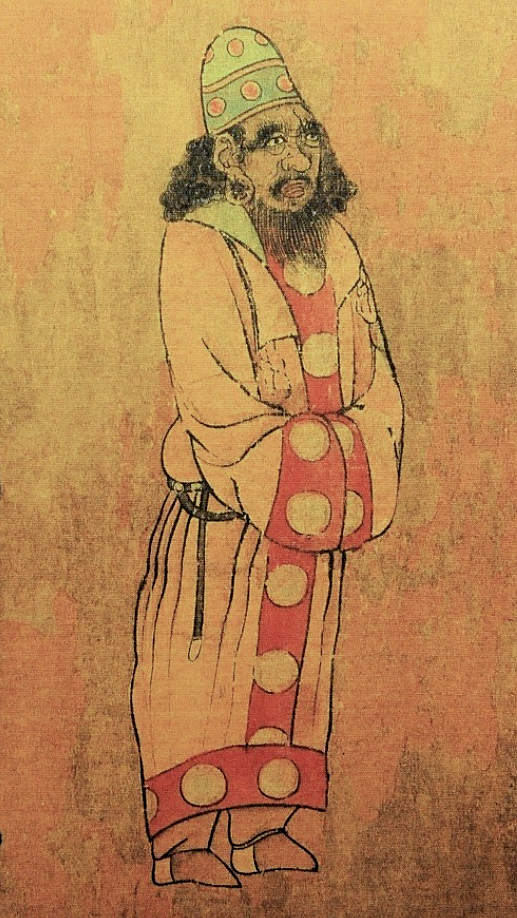
سفیر ایران‌شهر (یزدگرد سوم) هنگام بازدید از دربار دودمان تانگ در گردهمایی پادشاهان، در حدود ۶۵۰ میلادی

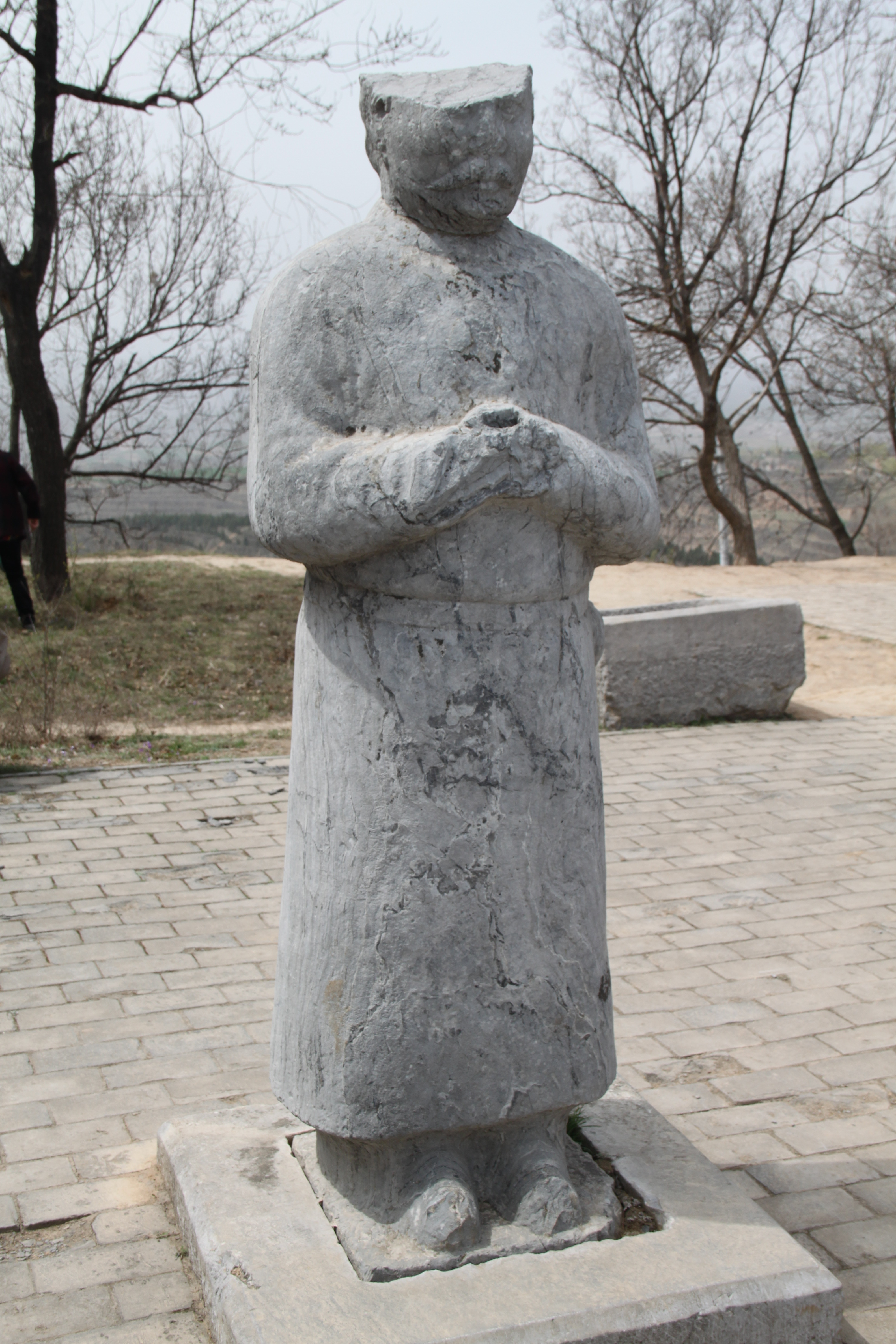
پیکره پیروز سوم در آرامگاه کیانلینگ، استان شانشی چین، شاهزاده‌ای که در تبعید بسر می‌بُرد

یزدگرد در سال ۶۳۸ میلادی هنگامی که با عرب‌ها در زد و خورد بود، سفیری به چین فرستاد و از امپراتور چین تای‌زونگ کمک خواست، ولی دولت چین به سبب دور بودن از ایران از فرستادن کمک خودداری کرد. بعد از فوت یزدگرد، پسر او پیروز سوم که در آن زمان در دربار فغفور اقامت داشت- خود را شاه ایران خواند و امپراتور چین او را بدین سمت به رسمیت شناخت.
پیروز سوم در کوه‌های تخارستان ماند و در صدد جمع‌آوری قشون برای جنگ با عرب‌ها برآمد. پیروز سوم از امپراتور چین به نام گائوزونگ سومین امپراتور سلسله تانگ) کمک خواست، اما امپراتور باز به بهانه دوری راه از کمک به او خودداری کرد، لیکن پادشاه تخارستان به او کمک کرد و او را شاه ایران دانست.
امپراتوری چین در سال ۶۵۸ میلادی ترک‌ها را شکست داد و ممالک غربی خود را سامان بخشید، بعد دولتی به اسم ایران تشکیل داد و پادشاهی آن را به پیروز سوم تفویض نمود. این مملکت احتمالاً در انتهای شمالی سیستان یا در نزدیک سیحون قرار داشته است. بعد از حمله عرب‌ها به این منطقه، پیروز فرار کرد و به چین رفت.
در سال ۶۸۴ میلادی امپراتور چین او را به خوبی پذیرفت و به او اجازهٔ تأسیس یک آتشکده در چانگ آن داده شد. بعد از مرگ پیروز پسر وی نرسی نوه یزدگرد سوم به طخارستان رفت و مدتی در استرداد ملک کوشید، ولی مأیوس شد و به چین بازگشت و همانند پدر در غربت درگذشت.
دنبالهٔ فرزندان یزدگرد در چین به صورت خاندانی سلطنتی و سرداران نظامی و با احترام از سوی امپراتوران این کشور پذیرفته شدند. ایشان آتشکده‌های چندی را در این کشور برپا داشتند. ساسانیان در کنار جامعه‌ای از ایرانیان کوچنده به چین — تا زمان تحلیل رفتن در مردمان این کشور — سال‌ها زیستند. یکی دیگر از پسران یزدگرد به نام بهرام — که در نوشته‌های چینی به نام آلوئوهان خوانده شده — نیز کوششی نافرجام برای شکست تازیان در پیش گرفت. کوشش‌های او سبب سرایش سرودهٔ پهلوی برآمدن بهرام ورجاوند در میان ایرانیان گردید. این بهرام هم در ۷۱۰ میلادی درگذشت. پسر بهرام خسرو — در منابع چینی جولوئو — با ترکان هم پیمان شد و به ایران تاخت، ولی او نیز نتوانست کاری از پیش ببرد. خسرو واپسین کس از فرزندان یزدگرد بود که کوشید بر تاج و تخت نیاکان دست یابد.
در میان دودمان‌های ایرانی‌ای که پس از اسلام در ایران به قدرت رسیدند، امیر شجاع بویه ادعا داشت که از تبار یزدگرد سوم است.